# Dawson Springs
Dawson Springs is een plaats (city) in de Amerikaanse staat Kentucky, en valt bestuurlijk gezien onder Caldwell County en Hopkins County.

## Demografie
Bij de volkstelling in 2000 werd het aantal inwoners vastgesteld op 2980.
In 2006 is het aantal inwoners door het United States Census Bureau geschat op 2951, een daling van 29 (-1,0%).

## Geografie
Volgens het United States Census Bureau beslaat de plaats een oppervlakte van
10,2 km², geheel bestaande uit land. Dawson Springs ligt op ongeveer 117 m boven zeeniveau.

## Plaatsen in de nabije omgeving
De onderstaande figuur toont nabijgelegen plaatsen in een straal van 24 km rond Dawson Springs.